# Генрі Говард Холмс
Генрі Говард Голмс (справжнє ім'я Герман Вебстер Маджетт) (16 травня 1861— 7 травня 1896) — перший офіційно зареєстрований американський серійний убивця, шахрай. Попри зізнання в 27-и вбивствах, засуджений і страчений був за одне — свого спільника Бенджаміна Пітезеля. Через «жовту пресу» став відомий як творець «замку вбивств», де він нібито вбивав постояльців у вигадливих пастках, що не було підтверджено.

## Життєпис
Герман Маджетт народився 16 травня 1861 року в невеликому селі в Нью-Гемпширі. Його батька звали Леві Гортон Маджетт (англ. Levi Horton Mudgett), а мати Теодейт Пейдж Прайс (англ. Theodate Page Price). Герман був третьою дитиною своїх батьків; у нього була старша сестра Еллен, старший брат Артур, молодший брат Генрі та молодша сестра Мері. Сім'я Маджеттів була нащадками перших англійських поселенців на території Нью-Гемпшира. Батько Германа був із фермерської родини, сам працював фермером, торговцем і маляром; родина належала до протестантського руху методистів. Пізніші спроби описати перетворення Германа на серійного вбивцю містили згадки, як він нібито мучив тварин і страждав від насильства з боку жорстокого батька, але розповіді сучасників і очевидців про його дитинство не містять таких свідчень.
28 січня 1887 року одружився з Міртою З. Белкнап (англ. Myrta Z. Belknap) зі штату Міннесота, але на той момент він уже був одружений з Кларою Лаврінг, що зробило його двоєженцем.
Герман вступив до Університету Вермонта в Берлінгтоні у віці 18 років, але був незадоволений освітою і покинув навчання через рік. У 1882 році він вступив на факультет медицини та хірургії Мічиганського університету, звідки випустився в 1884. Під час навчання працював в анатомічній лабораторії під керівництвом професора Вільяма Джеймса Гердмана, тодішнього головного інструктора з анатомії. Тоді поширилися чутки, що вони вдвох брали участь у пограбуванні могил задля отримання трупів для дослідів. Потім Герман навчався в Нью-Гемпширі у Наума Вайта, відомого популяризатора препарування людини з науковою метою. Через багато років, коли Германа запідозрили у вбивстві, він заявив, що кілька разів використовував трупи для обману компаній зі страхування життя: він демонстрував їм трупи, на які попередньо були оформлені фальшиві договори страхування.
Співмешканці описували, що Герман жорстоко поводився з Кларою, і в 1884 році, перед його випуском з університету, Клара повернулася до Нью-Гемпшира, згадуючи, що мало про нього знала. Після того, як Герман переїхав до Муерс-Форкс, Нью-Йорк, поширилися чутки, що Германа бачили з маленьким хлопчиком, який пізніше зник. Герман стверджував, що хлопчик повернувся до свого дому в Массачусетсі. Розслідування не проводилося, і Герман швидко покинув місто.
Пізніше він поїхав до Філадельфії, штат Пенсільванія, і влаштувався доглядачем у державну лікарню Норрістаун, але через кілька днів звільнився. Пізніше він влаштувався в аптеці у Філадельфії, але поки там працював, хлопчик помер після того, як прийняв ліки. Герман заперечив будь-яку причетність до смерті дитини і негайно покинув місто. Безпосередньо перед переїздом до Чикаго він змінив своє ім'я на Генрі Говард Голмс, щоб уникнути викриття за шахрайство.
Наприкінці 1886 року, бувши ще одруженим з Кларою, Голмс одружився з Міртою Белнап у Міннеаполісі, Міннесота. Він подав на розлучення з Кларою через кілька тижнів після одруження з Міртою, стверджуючи про невірність з її боку. Претензії не вдалося довести, і позов лишився не задоволеним. Документи вказують, що вона, ймовірно, навіть не була проінформована про позов. У будь-якому випадку розлучення так і не було оформлене; Голмса звільнили від судового переслідування 4 червня 1891 року.
Голмс придбав порожню ділянку в Чикаго в 1887 році, де почав будівництво двоповерхової будівлі з торговими приміщеннями, включаючи аптеку, та квартирами. Кредитор Голмса на ім'я Джон де Брюейл помер від внутрішнього крововиливу 17 квітня 1891 року в аптеці. Коли Голмс відмовився платити архітекторам і металургійній компанії Aetna Iron and Steel, вони подали до суду в 1888 році. В 1892 році Голмс добудував третій поверх, сказавши інвесторам і постачальникам, що збирається використовувати його як готель під час майбутньої Всесвітньої Колумбійської виставки. До 1892 року готель був частково збудований.
У 1891 Голмс убив там свою коханку Джулію Смайт (імовірно з необережності при проведенні аборту) і її дочку Перл, а також ще одну гадану коханку, Емелін Сігранде. Вірогдіним співучасником, який допомагав знищувати трупи, став тесля Бенджамін Пітезель, який уже мав кримінальне минуле. Потім, у 1893, Голмс убив ще двох жінок, майном одієї з яких він заволодів, переконавши перед цим підписати фальшивий акт. Наступного року він убив Пітезеля, щоб видати його труп за власний і отримати страховку, а також двох його дочок.
У Голмса від Мірти була дочка Люсі Теодат Голмс, яка народилася 4 липня 1889 року в Енглвуді, Чикаго, Іллінойс. Голмс жив із Міртою та Люсі у Вілметті, штат Іллінойс, але проводив більшість часу в Чикаго, займаючись бізнесом. Голмс одружився з Джорджіаною Йоке 17 січня 1894 року в Денвері, штат Колорадо, бувши усе ще одруженим із Кларою та Міртою.
Поліцейський детектив Філадельфії Френк Геєр, якому було доручено розслідувати підозри щодо причетності Голмса до зникнення трьох дітей Пітезеля, знайшов у підвалі його будинку в Торонто два трупи. Потім Геєр поїхав до Індіанаполіса, де Голмс орендував котедж. У димарі будинку знайшли зуби хлопчика та шматки кісток.
Голмса заарештовали в Бостоні 17 листопада 1894 року після того, як його вистежило з Філадельфії приватне Національне детективне агентство Пінкертона. Приводом стало конокрадоство, скоєне в Техасі. У липні 1895 року, після виявлення тіл двох жертв, чиказька поліція та репортери почали досліджувати будівлю Голмса в Енглвуді. Голмс зізнався у 27-и вбивствах, але до смертної кари його засудили за одне — Бенджаміна Пітезеля, котрого Голмс достеменно вбив особисто. Деякі зізнання виявилися неправдивими та даними за грошову винагороду від місцевої газети. Стратили Голмса 7 травня 1896 року через повішення.

## «Замок убивств» Голмса

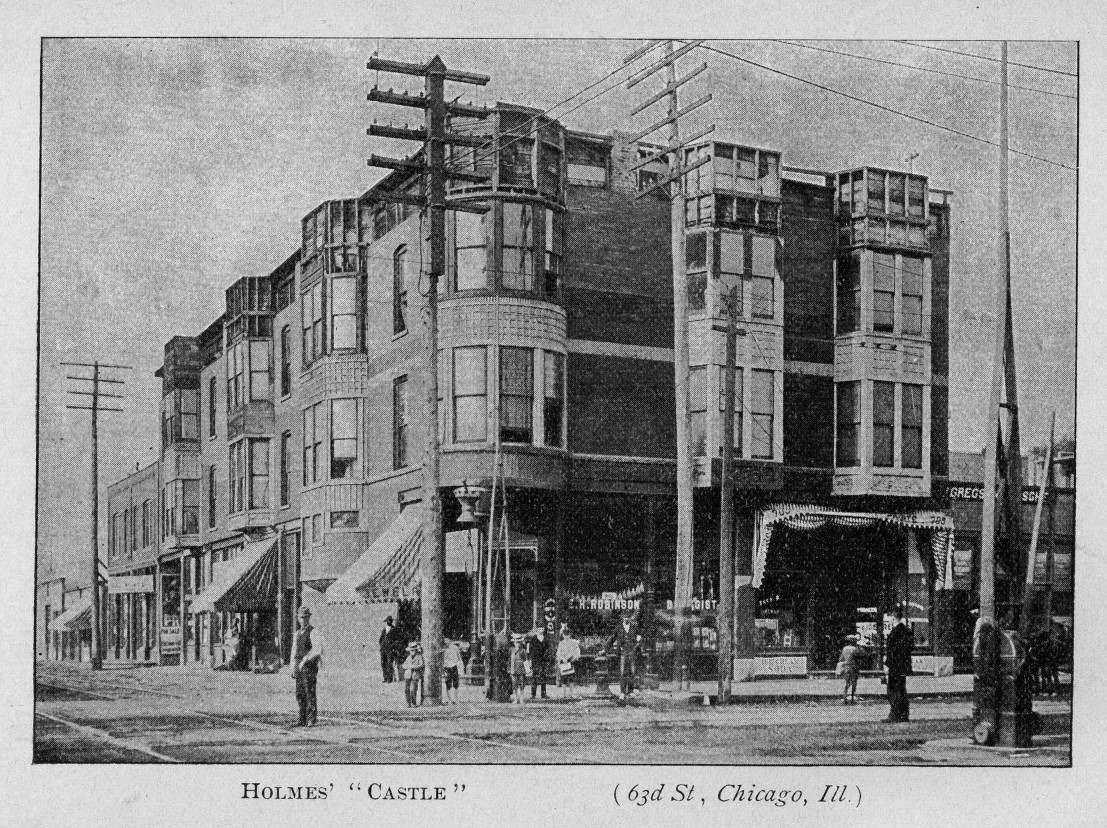
«Замок убивств» Голмса

Вигадані звіти повідомляють, що Голмс побудував готель у Чикаго, аби заманювати туди туристів, які приїхали на Всесвітню виставку. Там Голмс нібито вбивав їх, препарував, а скелети продавав медичним освітнім закладам. Однак, немає доказів, що Голмс коли-небудь намагався заманити незнайомців до свого готелю, щоб убити. Готель, хоча був облаштований, ніколи не приймав постояльців, а використовувався для приховування меблів, які Голмс купив у кредит і не збирався платити за них.
У статтях жовтої преси цю будівлю назвали «замком убивств» Голмса, стверджуючи, що в будівлі були таємні камери тортур, люки, газові камери та підвальний крематорій; жодне з цих тверджень не було доведене. Інші статті стверджують, що готель складався з понад сотні кімнат і був побудований як лабіринт, з прихованими дверима, кімнатами без вікон і тупиковими сходами.
Готель згорів через підпал незабаром після арешту Голмса, споруду перебудували та використовували як поштовий відділок до 1938 року. Окрім свого «замку вбивств» Голмс також мав одноповерхову фабрику для згинання скла. Невідомо чи використовувалася вона коли-небудь за призначенням, але припускалося, що Голмс спалював там докази проти себе.
7 березня 1914 року газета «Chicago Tribune» повідомила, що доглядач «замку вбивств» Патрік Квінлан покінчив життя самогубством, прийнявши стрихнін. Його тіло знайшли в спальні разом із запискою «Я не можу спати». Родичі Квінлана стверджували, що його «переслідували» кілька місяців і він страждав від галюцинацій.

## Жертви

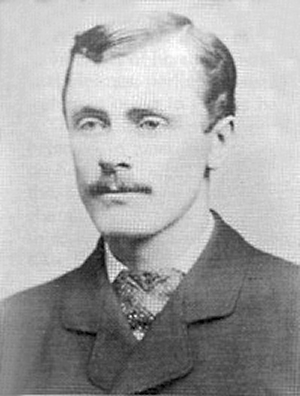
Бенджамін Пітезель

Джулія та Перл Смайт. Однією з перших жертв Голмса була його коханка Джулія Смайт. Вона була дружиною Неда Коннера, який переїхав до будинку Голмса і планував продавати ювелірні вироби. Після того, як Коннер дізнався про роман Смайт із Голмсом, він звільнився з роботи та покинув Смайт та її доньку Перл. Смайт отримала опіку над Перл і залишилася в готелі, продовжуючи свої стосунки з Голмсом. Джулія та Перл зникли напередодні Різдва 1891 року, а пізніше Голмс заявив, що вона померла під час аборту, який він їй проводив. Голмс стверджував, що отруїв Перл, ймовірно з метою приховати обставини смерті її матері. Під час розкопок підвалу Голмса було знайдено частково збережений скелет дитини, можливо Перл. Батько Перл, Нед, потім став ключовим свідком у суді над Голмсом у Чикаго.
Емелін Сігранде. У травні 1892 року в будинку Голмса почала працювати Емелін Сігранде, що зникла в грудні 1891. Чутки після її зникнення стверджували, що вона завагітніла від Голмса, можливо, стала жертвою ще одного невдалого аборту, який Голмс намагався приховати.
Мінні та Енні Вільямс. На початку 1893 року колишня актриса Мінні Вільямс переїхала до Чикаго, де Голмс запропонував їй роботу. Голмс стверджував, що познайомився з нею в бюро з працевлаштування, хоча ходили чутки, що він зустрів її в Бостоні багато років тому. Він запропонував Мінні бути стенографісткою. Голмс переконав Мінні передати документ на її власність у Форт-Ворті, штат Техас, людині на ім'я Олександр Бонд — під таким іменем записав себе сам Голмса, а Пітезель підписав акт псевдонім «Бентон Т. Лайман». У травні 1893 року Голмс і Вільямс, представившись чоловіком і дружиною, зняли квартиру в чиказькому Лінкольн-парку. Сестра Мінні, Енні, приїхала в гості, і в липні вона написала своїй тітці, що планує супроводжувати «брата Гаррі» в Європу. Ні Мінні, ні Енні не бачили живими після 5 липня 1893 року.
Бенджамін Пітезель. Через звинувачення страхових компаній у підпалі Голмс покинув Чикаго в липні 1894 року. Він переселився в Форт-Ворт, де перебувало майно однієї з його жертв, і планував звести ще один будинок, не заплативши постачальникам і підрядникам. Того ж місяця Голмса заарештували та ненадовго ув'язнили за звинуваченням у продажу товарів, відданих під заставу, в Сент-Луїсі, штат Міссурі. Його випустили під заставу, але, перебуваючи у в'язниці, він познайомився зі злочинцем Меріоном Геджепетом, грабіжником потягів. Вони розробили схему з інсценізацією смерті Голмса, щоб отримати $10 тис. від страхової компанії, залучивши молодого адвоката зі Сент-Луїса на ім'я Джепт Хоу. Але план провалився і страхова компанія відмовилася платити. Голмс вирішив повторити те саме, але вже доручивши Пітезелю знайти труп; себе Голмс планував представити як загиблого внаслідок вибуху винахідника Б. Ф. Перрі. Натомість Голмс убив Пітезеля, приспавши хлороформом і підпаливши. Судово-медична експертиза показала, що хлороформ був введений уже після смерті, ймовірно, для імітації самогубства.
Аліса та Неллі Пітезель. Голмс узяв опіку над трьома з п'яти дітей Пітезеля, а його дружині брехав про місцезнаходження чоловіка, нібито він переховується в Лондоні. Двох дівчат, Алісу та Неллі, він задушив газом, а їхні оголені тіла поховав у підвалі свого орендованого будинку на Сент-Вінсент-стріт, 16 у Торонто.

## Хибні звинувачення
У зізнанні після арешту Голмс стверджував, що вбив свого колишнього однокурсника з медичної школи Роберта Лікока в 1886 році заради грошей на отримання страховки. Однак Лікок помер у Вотфорді, Онтаріо, Канада, 5 жовтня 1889 року.
Голмсу приписується вбивство старого аптекаря Голтона та його дружини в Енглвуді 1886 року, де Голмс недовго працював. Насправді Голтон був студентом, лише на кілька років старшим за Голмса, і лишався з дружиною в Енглвуді протягом усього життя. Так само Голмс не вбивав у своєму готелі міс Кейт Даркі, яка виявилася живою.

## Суд
У жовтні 1895 року Голмса притягнули до суду за вбивство Бенджаміна Пітезеля, визнали винним і засудили до смертної кари. На той час стало очевидно, що Голмс також убив трьох зниклих дітей Пітезеля. Після засудження Голмс зізнався у 27 вбивствах у Чикаго, Індіанаполісі та Торонто (хоча деякі люди, у вбивствах яких він «зізнався», були ще живі), а також у шести замахах на вбивство. Газета «Hearst» заплатили Голмсу 7500 доларів в обмін на його додаткові зізнання, які здебільшого виявилися вигадкою.

## Страта

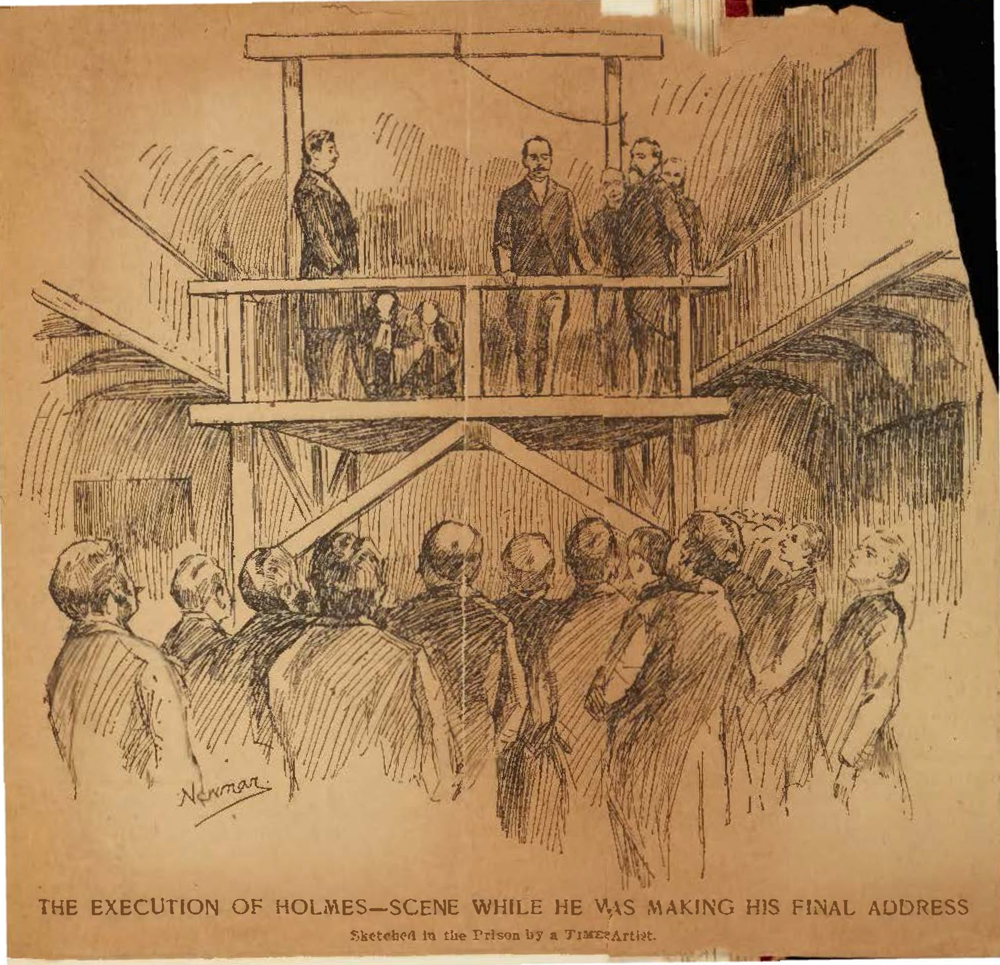
Ілюстрація страти Голмса

7 травня 1896 року Голмс був засуджений до смертної кари через повішення у в'язниці «Мояменсінг», також відомої як в'язниця округу Філадельфії. До самої своєї смерті Голмс залишався спокійним і доброзичливим, практично не показуючи ознак страху, тривоги і депресії. На страті шия Голмса зламалася не відразу. Він помирав протягом 15 хвилин. Він заповів поховати його в бетоні, щоб ніхто не зміг відкопати і розрізати тіло, як він розрізав своїх жертв. Його прохання було задоволено.
У 1910 році Меріон Геджепет, який отримував винагороди від Голмса за надання інформації, яка його цікавила, був застрелений поліцейським під час затримання в одному з салунів Чикаго.

## Дослідження злочинів Голмса
Історія Генрі Говарда Голмса досліджувалася в книгах «Лікар-мучитель» (The Torture Doctor, 1975) Девіда Френке, «Багряний маєток» (The Scarlet Mansion, 1985) Алана Екерта, в розділі «Монстр із Шістдесят третьої вулиці» (The Monster of Sixty-Third Street) з книги «Самоцвіт прерій: Неформальна історія вивороту Чикаго» (Gem of the Prairie: An Informal History of the Chicago Underworld) Герберта Есбері (1940, перевидано в 1986).
Інтерес до злочинів Голмса поновився в 2003 році з виходом книги Еріка Ларсона «Диявол білого міста: Вбивство, магія та божевілля на виставці, що змінила Америку» (The Devil in the White City: Murder, Magic, and Madness at the Fair That Changed America).

## У масовій культурі

### У кіно
- В американському серіалі «Надприродне» в 6 серії 2 сезону герої протистоять примарі Голмса, що відновив здійснення кривавих злочинів у багатоквартирному будинку, побудованому на місці його поховання. Його роль виконав актор Стівен Аберле.
- В 5 сезоні серіалу «Американська історія жахів» є персонаж Джеймс Патрік Марч, прототипом якого став Голмс. Марч побудував у Каліфорнії готель «Кортез», де було багато потайних коридорів і кімнат, у яких він здійснював жахливі вбивства.
- В 2 серії 4 сезону серіалу «Шерлок» ім'я Генрі Голмса згадується Калвертоном Смітом, коли той говорить про свого улюбленого серійного вбивцю. Калвертон при будівництві лікарні також міняв підрядників і в підсумку тільки він знав про всі приховані ходи, заявивши, що може переміщатися по лікарні і ніхто не буде знати про це.

### У літературі
- Генрі Говард Голмс став прототипом одного з головних героїв роману Роберта Блоха «Американська готика», Р. Гордона Грегга.
- Генрі Говард Голмс був прототипом серійного вбивці з роману спільного авторства Лінкольна Чайлда і Дугласа Престона «Кабінет дивина» — третій із серії романів про спеціального агента Алоїзі Пендергасте. За сюжетом серійний вбивця створив кунсткамеру на базі аптеки в старому маєтку в Нью-Йорку, в підвалі якого в нього було безліч різних пристосувань для вбивств, а сам будинок був багатим на таємні ходи та приміщення. Шляхом вивчення анатомії і препарування своїх жертв, він відкрив еліксир вічної молодості і жив близько 150—200 років.

### У відеоіграх
- Історія Генрі Голмса взята за основу сюжету гри The Devil in me. Сам убивця з'являється в пролозі сюжету.